# Servicio Nacional de Salubridad
El Servicio Nacional de Salubridad fue un organismo público chileno encargado de implementar el Código Sanitario. Creado el 22 de mayo de 1918 al promulgarse el Código Sanitario, como Dirección General de Sanidad (1918-1924), que viene suceder el Consejo Superior de Higiene (creado en 1892). Reorganizado en 1924 como el Servicio Nacional de Salubridad. Fusionado por la Ley N° 10.383 de 1952, juntos con otros organismos de salud, en el Servicio Nacional de Salud.
Su primer Director fue Ramón Corbalán Melgarejo (1918-1925) uno de los redactores, junto con Paulino Alfonso, del Código Sanitario.
Sus funciones eran las asignadas por el Código Sanitario: prevención y control de epidemias, inspección higiénica de fábricas y lugares que expenden alimentos, control de la salud ambiental (agua potable y alcantarillado), control de farmacias y laboratorios químicos y farmacéuticos. Se dividía administrativamente en provincias sanitarias a cargo de médico jefes sanitario provincial.
En 1927 crea la Escuela de Enfermería Sanitaria.